# Березина (Житомирський район)
Берéзина (раніше — Нова Березина) — село в Україні, у Глибочицькій сільській територіальній громаді Житомирського району Житомирської області. Кількість населення становить 509 осіб (2001).

## Населення
Відповідно до результатів перепису населення СРСР, кількість населення, станом на 12 січня 1989 року, становила 527 осіб.
Станом на 5 грудня 2001 року, відповідно до перепису населення України, кількість мешканців села становила 509 осіб; 97,45 % респондентів вказали рідною мовою українську, 2,36 % — російську і 0,20 % — польську.

### Мова
Розподіл населення за рідною мовою за даними перепису 2001 року:
| Мова       | Кількість | Відсоток |
| ---------- | --------- | -------- |
| українська | 496       | 97.45%   |
| російська  | 12        | 2.35%    |
| польська   | 1         | 0.20%    |
| Усього     | 509       | 100%     |

## Герб
В золотому щиті чорний лапчастий хрест, обтяжений в центрі і на кінцях хреста п'ятьма грецькими срібними хрестами.

## Історія
В селі збереглася будівля поштової станції, 121 км від Києва, 5-та за ліком на поштовому тракті Київ—Брест-Литовськ. Станція зберегла первісний вигляд оздоблення. 10 липня 1941 року в ній розмістився штаб німецької армії.
З'являється на топографічних мапах з 1939 року як Ново-Березино. В листопаді 1954 року хутір, з назвою Нова Березина, перебуває на обліку в складі Гадзинської сільської ради Житомирського району.
5 березня 1959 року, відповідно до рішення Житомирського облвиконкому № 161 «Про ліквідацію та зміну адміністративно-територіального поділу окремих сільських рад області», внаслідок об'єднання сільських рад через укрупнення колгоспів, село підпорядковане Глибочицькій сільській раді Житомирського району. 29 червня 1960 року, відповідно до рішення Житомирського ОВК № 683 «Про об'єднання деяких населених пунктів в районах області», через фактичне злиття населених пунктів, об'єднано хутори Березина та Корчунок в село Березина.
27 березня 2017 року село увійшло до складу Глибочицької сільської територіальної громади Житомирського району Житомирської області.

## Відомі люди
- Кондратюк Ольга Юстинівна (1927—1943) — партизанка загону А. Цендровського.